# Železniční trať Varšava–Gdaňsk
Železniční trať Warszawa – Gdańsk (v Polsku označená číslem 9)
je elektrifikovaná železniční trať v Polsku, o délce 323,333 km. Vede z Varšavy přes Iławu, Malbork do Gdańsku.
Protíná Mazovské, Varmijsko-mazurské a Pomořské vojvodství.